# WWE SmackDown vs. Raw 2009
WWE SmackDown vs. Raw 2009 é um jogo de wrestling profissional desenvolvido pela Yuke's e distribuído pela THQ para PlayStation 3, PlayStation 2, PlayStation Portable, Nintendo DS, Wii e Xbox 360. É o quinto jogo na série WWE SmackDown vs RAW, e dá seqüência ao seu antecessor WWE SmackDown vs. Raw 2008. Primeiramente, foi desenvolvido para Nintendo DS. O jogo foi lançado oficialmente dia 9 de novembro de 2008.
O jogo em si é baseado em Wrestling profissional, mais precisamente na promoção WWE e tem personagens de seus três programas, RAW, SmackDown e ECW. O jogo introduz alguns novos tipos de combate, como por exemplo a Inferno Match. Também há a jogabilidade melhorada nos combates de tag team, e modos novos de jogo.

## Jogabilidade

### Jogabilidade das lutas
Um dos melhores recurso do jogo é o melhorado tag team match. Como os novos modos de revezar o parceiro. Um desses modos é o Hot-Tag, que pode salvar o jogador quando ele estiver em problemas na luta ou então, o revezamento forçado, onde o parceiro toca por si mesmo no seu parceito para revezamento. O parceiro do jogador agora é mais "inteligente" e irá ajudar o jogador de várias maneiras. Tag-Teams também dividem uma só barra de momentum, atributos e tag-team finisher.
Muitos tipos de combate que saíram do jogo nas versões anteriores voltarem, como o Backstage Brawl "gorilla position" mas também foram retirados alguns tipo de luta, como o Parking Lot Brawl e Buried Alive Match
As versões de Wii e Nintendo DS agora incluem novos tipos de combate como e steel cage e ladder match, e o Nintendo DS tem a Tables and TLC matches.
Estilos de luta que é o foco do desenvolvimento do jogo anterior(WWE SmackDown vs. Raw 2008) foi removido. Entretanto, as habilidade de luta usadas nesse estilos de luta foram mantidas na forma de Habilidades. Cada jogador pode ter seis Habilidades. Há mais de 20 habilidades disponíveis. No jogo, há também maior significância das signature moves, um golpe secundário próximo à importânca do finisher.
Quando a barra de momentum se enche, o jogador pode escolher entre usar o signature move ou finisher, sendo que caso seja o signature move, ele permanence lá até você querer usar, e o finisher é instataneamente usado.

### Modos de jogo
Para a maioria das plataformas, o novo modo de carreira Road to WrestleMania substituiu o modo anterior 24/7. Nesse novo modo de jogo, o jogador pode escolher 5 superstars para jogar. Esses são storylines: Triple H, CM Punk, The Undertaker, John Cena, ou Chris Jericho. As storylines são únicas para cada superstar, contendo sempre várias cutscene para esclarecer as storylines.
Como parte do foco principal do jogo em tag teams, um modo cooperativo para o Road to WrestleMania é possível. A storyline desse modo cooperative é com o Rey Mysterio e Batista. Pela primeira vez, a versão de jogo do Wii também inclui o Road to WrestleMania, substituindo o "Main Event" da versão de Wii anterior.
Outro novo modo de jogo é o Career Mode, substituindo o General Manager do jogo anterior. Diferente do Road to Wrestlemania, os wrestlers adversários podem ser escolhidos por você para lutar contra seu wrestler criado no Create-A-Superstar ou então poderá jogar com um wresler já criado. O foco principal desse modo é para o jogador subir de nível tentando vencer um cinturão escolhido por ele mesmo em tipos de combate que ele mesmo pode escolher também. Depois de cada partida, o jogador é presenteado ganhando atributos baseado nos movimentos que o jogador usou na luta
De certa forma baseado no Dragon Quest Heroes: Rockes Slime", a versão de Nintendo DS tem um modo de RPG para o modo de carreira.

## Create Finisher Mode
Você pode ir no Create Modes e selecionar Create Finisher em seleções de movimentos até terminar o seu Finisher.
Você pode escolher a velocidade e o nome que você pode escolher ou criar.

## Lutas especiais
- Hell in a Cell
- Steel Cage
- Inferno Match
- Royal Rumble
- Money in The Bank
- TLC Match
- Ladder match
- ECW Extreme Rules
- Backstage
- Elimination Chamber
- First Blood Match
- Iron Man
- Fall Counts Anywhere
- Gauntlet Match
- Last Man Standing Match
- Submission Match

## Elenco
| Raw - Ashley - Batista - Beth Phoenix - Candice Michelle - Chris Jericho - Chuck Palumbo - CM Punk - Cody Rhodes - Hardcore Holly - John Cena - JTG - Kane - Kelly Kelly - Kofi Kingston - Lance Cade - Melina - Mickie James - Paul London - Randy Orton - Rey Mysterio - Santino Marella - Shad - Shawn Michaels - Trevor Murdoch - William Regal | SmackDown - Big Show - Carlito - Edge - The Great Khali - Jeff Hardy - Maria - Michelle McCool - Mr. Kennedy - MVP - Shelton Benjamin - Triple H - Umaga - The Undertaker - Victoria | ECW - Big Daddy V - Chavo Guerrero - Elijah Burke - Finlay - John Morrison - Mark Henry - Matt Hardy - The Miz - Tommy Dreamer |

Desbloqueáveis
- Boogeyman (ECW)
- Snitsky (Raw)
- Tazz (ECW)
- Ric Flair (SmackDown!)
- Jillian Hall (Raw)
- Layla (ECW)
- Masked Man (Raw)
- Tony (Raw)
- Curt Hawkins (SmackDown!)
- Zack Ryder (SmackDown!)
- Hornswoggle (apenas manager) (ECW)

## Arenas
- Night of Champions 2007
- The Great American Bash 2007
- Summer Slam 2007
- Unforgiven 2007
- No Mercy 2007
- Cyber Sunday 2007
- Survivor Series 2007
- Amaggedon 2007
- Royal Rumble 2008
- No Way Out 2008
- WrestleMania XXIV
- Backlash 2008
- Jugdment Day 2008
- One Night Stand 2007
- RAW
- SmackDown
- ECW
- Tribute to The Troops +
- Saturday Night Main Event +

Arenas com + terão de ser desbloqueadas

## Títulos
- WWE Championship
- World Heavyweight Championship
- ECW Championship
- U.S. Championship
- Intercontinental Championship
- WWE Cruiserweight Championship
- WWE Tag Team Championship
- World Tag Team Championship
- Womens Championship
- WCW Classic World Championship +
- Hardcore Championship +
- Títulos com + devem ser desbloqueados